# Tom Wlaschiha
Thomas Wlaschiha, detto Tom (Dohna, 20 giugno 1973), è un attore e doppiatore tedesco.

## Biografia
Tom Wlaschiha nasce a Dohna (Sassonia) nella Germania dell'Est. Poco dopo la Riunificazione tedesca, attraverso un progetto di scambio studentesco, frequenta un anno di scuola superiore a New York. Dopo il diploma frequenta l'Università della Musica e del Teatro di Lipsia dal 1992 al 1996. Nel 1994 frequenta anche il Conservatoire pour les Arts Liège.
Tom recita con la compagnia Theater Junge Generation di Dresda dal 1996 al 2000, sia al Schauspielhaus di Zurigo, sia al Oper Frankfurt di Francoforte sul Meno.
Dal 1995 Wlaschila interpreta numerosi ruoli minori in produzioni per la televisione e per il cinema, tra cui Il nemico alle porte, Munich e Operazione Valchiria. Il suo primo ruolo importante è nel film del 2000 No One Sleeps.
Nel 2011 Tom viene confermato nel ruolo di Jaqen H'ghar nella serie televisiva Il Trono di Spade. Il personaggio è un assassino di origini straniere e la scelta dell'attore è ricaduta su un europeo, il cui accento spicchi sull'inglese dei personaggi principali.
Lavora anche come doppiatore e lettore di audiolibri.

## Filmografia

### Cinema
- No One Sleeps, regia di Jochen Hick (2000)
- Il nemico alle porte (Enemy at the Gates), regia di Jean-Jacques Annaud (2001)
- Bergkristall, regia di Joseph Vilsmaier (2004)
- Munich, regia di Steven Spielberg (2005)
- Solo 2 ore (16 Blocks), regia di Richard Donner (2006)
- Die Wolke, regia di Gregor Schnitzler (2006)
- My Little Boy, regia di Matthias Vom Schemm - cortometraggio (2007)
- Ritorno a Brideshead (Brideshead Revisited), regia di Julian Jarrold (2008)
- Krabat e il mulino dei dodici corvi (Krabat), regia di Marco Kreuzpaintner (2008)
- Operazione Valchiria (Valkyrie), regia di Bryan Singer (2008)
- Who's Watching Who, regia di Sebastian Solberg - cortometraggio (2011)
- Stilles Tal, regia di Marcus O. Rosenmüller (2011)
- Anonymous, regia di Roland Emmerich (2011) - non accreditato
- Resistance, regia di Amit Gupta (2011)
- Un padre di troppo (Frisch gepresst), regia di Christine Hartmann (2012)
- Ohne Gnade!, regia di Birgit Stein (2013)
- Rush, regia di Ron Howard (2013)
- Turner (Mr. Turner), regia di Mike Leigh (2014)
- Berlin Falling, regia di Ken Duken (2017)
- Dobermann, regia di Felix Schroeder - cortometraggio (2017)
- I krig & kærlighed, regia di Kasper Torsting (2018)
- Lán xīn dà jùyuàn, regia di Lou Ye (2019)
- L'incredibile storia dell'Isola delle Rose, regia di Sydney Sibilia (2020)
- Escape to the Sea, regia di Veljko Bulajic (2022)
- Hilma, regia di Lasse Hallström (2022)

### Televisione
- Stubbe - Von Fall zu Fall – serie TV, episodio 1x01 (1995)
- Wolkenstein – serie TV, 1 episodio (1996)
- Mama ist unmöglich – serie TV, 1 episodio (1997)
- Faber l'investigatore – serie TV, 1 episodio (1998)
- Ich wünsch Dir Liebe film TV (1999)
- Tatort – serie TV, 1 episodio (2000)
- Die Cleveren – serie TV, 1 episodio (2000)
- Die Sitte – serie TV, 1 episodio (2003)
- Il nostro amico Charly – serie TV, 1 episodio (2003)
- Im Namen des Gesetzes – serie TV, 1 episodio (2003)
- Guardia costiera (Küstenwache) – serie TV, 1 episodio (2003)
- La nostra amica Robbie – serie TV, 1 episodio (2003)
- Un caso per due – serie TV, 1 episodio (2004)
- Die Rettungsflieger – serie TV, 2 episodi (2002-2004)
- SOKO Wismar – serie TV, 1 episodio (2006)
- Zwei Engel für Amor – serie TV, 3 episodi (2006)
- Unter den Linden - Das Haus Gravenhorst – serie TV, 13 episodi (2006)
- GSG 9 - Die Elite Einheit – serie TV, 1 episodio (2007)
- Squadra Speciale Cobra 11 – serie TV, 1 episodio (2007)
- Anna Winter - In nome della giustizia – serie TV, 1 episodio (2008)
- Wilsberg – serie TV, 1 episodio (2009)
- Eine für alle - Frauen können's besser – serie TV, 7 episodi (2009)
- Ihr Auftrag, Pater Castell – serie TV, 1 episodio (2009)
- Last Cop - L'ultimo sbirro – serie TV, 1 episodio (2010)
- The Deep – miniserie TV, 4 episodi (2010)
- Le avventure di Sarah Jane – serie TV, 2 episodi (2010)
- Christopher and His Kind (2011)
- Squadra Speciale Stoccarda – serie TV, 1 episodio (2011)
- Squadra speciale Lipsia – serie TV, 1 episodio (2012)
- In aller Freundschaft – serial TV, 4 puntate (2004-2012)
- Il Trono di Spade (Game of Thrones) – serie TV, 17 episodi (2012, 2015-2016)
- Crossing Lines – serie TV, 34 episodi (2013-2015)
- Poirot (Agatha Christie's Poirot) – serie TV, episodio 13x04 (2014)
- I Borgia – serie TV, episodio 3x13 (2014)
- Das Boot – serie TV, 26 episodi (2018-2022)
- Jack Ryan – serie TV, 4 episodi (2019)
- Stranger Things – serie TV, 8 episodi (2022)
- Le relazioni pericolose (Dangerous Liaisons) – serie TV, 5 episodi (2022)
- Last Light - Il crollo (Last Light), regia di Dennie Gordon – miniserie TV, 4 puntate (2023)
- Mrs. Davis, regia di Owen Harris e Alethea Jones – miniserie TV, 5 puntate (2023)

## Doppiatori italiani
Nelle versioni in italiano delle opere in cui ha recitato, Tom Wlaschiha è stato doppiato da:
- Guido Di Naccio ne Il Trono di Spade
- Marco Vivio in Crossing Lines
- Alessandro Budroni in Turner
- Massimo Bitossi in Das Boot
- Christian Iansante in Jack Ryan
- Dario Oppido ne Le relazioni pericolose
- Marcello Cortese in Last Light - Il crollo